# لويد سي. دوغلاس
لويد سي. دوغلاس (بالإنجليزية: Lloyd C. Douglas)‏ (27 أغسطس 1877، مقاطعة ويتلي في الولايات المتحدة - 13 فبراير 1951، لوس أنجلوس في الولايات المتحدة)؛ كاتب سيناريو، كاتب وروائي أمريكي.

## روابط خارجية
- لويد سي. دوغلاس على موقع IMDb (الإنجليزية)
- لويد سي. دوغلاس على موقع ألو سيني (الفرنسية)
- لويد سي. دوغلاس على موقع أول موفي (الإنجليزية)
- لويد سي. دوغلاس على موقع قاعدة بيانات الفيلم (الإنجليزية)
- لويد سي. دوغلاس على موقع كينوبويسك (الروسية)